# Encheloclarias velatus
Encheloclarias velatus és una espècie de peix de la família dels clàrids i de l'ordre dels siluriformes.

## Morfologia
Els mascles poden assolir els 16,9 cm de llargària total.

## Distribució geogràfica
Es troba al centre de Sumatra (Indonèsia).